# Mjørkadalur
Mjørkadalur [ˈmjœɻkaˌdɛalʊɹ] ist kein Ort der Färöer im eigentlichen Sinne, sondern war ein Stützpunkt der dänischen Marine (Færøernes Kommando) auf der Hauptinsel Streymoy, der als Kommandozentrale der Radaranlage weiter oben auf dem Sornfelli diente.
- Einwohner: 0 (1. Januar 2007)
- Kommune: Tórshavnar kommuna

Die Radarstation auf dem Sornfelli dient nicht nur der NATO als Frühwarnsystem, sondern auch der Flugsicherung in der Zivilluftfahrt.

Die Station nahm am 16. August 1963 ihren Betrieb auf. Auf dem Sornfelli in 749 Metern Höhe befindet sich die dazugehörige Radarstation, die zur Kette der NATO-Frühwarnstationen rund um den nördlichen Polarkreis gehörte. Am Neujahrstag 2007 schloss das Radarfrühwarnsystem. Ein Radar ist für zivile Zwecke zur Überwachung des Luftraumes für die Luftfahrt noch im Betrieb. Die Gebäude dienen seit 2011 als Arrestanstalt für Kleinkriminelle, es gibt dort 12 Räume. Schwerkriminielle werden dagegen zur Haft nach Dänemark überstellt, da es auf den gesamten Färöer kein Gefängnis gibt.
Die Straße 10 von Tórshavn nach Mjørkadalur wurde zu einer der bedeutendsten Hauptstraßen der Färöer ausgebaut, nachdem die NATO 1966 diesen Versorgungsweg der färöischen Landesregierung übereignete. Später führte dann diese Straße weiter in den Norden der Insel und verbindet auch die Hauptstadt mit Vestmanna im Westen und der Brücke nach Eysturoy im Osten. Heute wird der diesbezügliche Fernverkehr allerdings durch die (sicherere) Küstenstraße an der Ostküste Streymoys und den Tunnel hinter Kaldbaksbotnur geleitet.